# Gemmula husamaru
Gemmula husamaru é uma espécie de gastrópode do gênero Gemmula, pertencente a família Turridae.